# Phrudocentra discata
Phrudocentra discata là một loài bướm đêm trong họ Geometridae.